# Kutupalong
Het vluchtelingenkamp Kutupalong (Bengaals: কুতুপালং শরণার্থী শিবির) is het grootste vluchtelingenkamp ter wereld. Het ligt in Ukhia, Cox's Bazar, Bangladesh, en wordt voornamelijk bewoond door Rohingya-vluchtelingen die zijn gevlucht voor etnische en religieuze vervolging in het naburige Myanmar. Het is een van de twee door de overheid beheerde vluchtelingenkampen in Cox's Bazar, het andere is het Nayapara-vluchtelingenkamp. Naast deze twee bestaat nog een reeks andere kampen in de streek.
De UNHCR-vertegenwoordiging in Kutupalong wordt gesteund door de Europese Unie, de Verenigde Staten, Canada, Japan, Finland, Zweden en de IKEA-stichting.
In januari 2022 en opnieuw op 5 maart 2023 werden bij een grote brand in het kamp vele schuilplaatsen vernield, waardoor in 2023 minstens 12.000 vluchtelingen ontheemd raakten.